# Impresa zombie
Un'impresa zombie è un’azienda che necessita di un salvataggio finanziario per continuare ad operare, o una società indebitata che, pur in grado di ripagare gli interessi sui suoi debiti, non può ripagare il capitale.

## Descrizione
Le società zombie sono imprese indebitate che, pur generando liquidità, dopo aver coperto i costi operativi hanno fondi sufficienti solo per coprire gli interessi sui loro prestiti, ma non il debito stesso.
Le aziende zombie sono aziende indebitate che, pur generando liquidità, coperte le spese operative (stipendi, onorari, affitti) dispongono solo di liquidità sufficiente per onorare gli interessi sui prestiti, ma non il debito stesso. In tale situazione, dipendono generalmente dal rifinanziamento del debito in scadenza per la loro continua esistenza e potrebbero trovarsi ad affrontare rischi di solvibilità nel caso in cui i tassi di interesse aumentassero o gli investitori si ritirassero da ulteriori finanziamenti. Inoltre non possono investire per rinnovare o aumentare la produzione. Queste aziende, pur finanziariamente solventi, non operano in regime di economicità, non riuscendo a remunerare adeguatamente il capitale di rischio. Con questa definizione, un’azienda redditizia può diventare zombie per un periodo transitorio, e viceversa, aziende zombie possono superare questa condizione. Pertanto, L'Organizzazione per la Cooperazione e lo Sviluppo Economico (OCSE) le definisce come "imprese con più di dieci anni di esistenza che non coprono il proprio onere sugli interessi con il risultato lordo di gestione per almeno tre anni consecutivi." Le precarie condizioni di queste aziende le rendono particolarmente vulnerabili all'evoluzione della situazione economica, come un aumento dei tassi d’interesse, dei costi, l’ingresso di un nuovo concorrente o l’innovazione tecnologica.
Non sono da confondersi con le società dette “fantasma”, nome che si riferisce a società di copertura o di comodo create per sfruttare le tutele giuridiche e nascondere operazioni o frodi fiscali.

## Effetti
Le aziende zombie sono motivo di preoccupazione per le autorità economiche perché, da un lato, assorbono molti finanziamenti dalle banche, mettendo in difficoltà le aziende che sono redditizie. Dall’altro, rendono inefficienti i mercati in cui operano perché, per continuare a operare, tendono a vendere a prezzi artificialmente bassi, a innovare meno, a riducono la produttività. Queste aziende possono entrare simultaneamente in crisi quando si verifichi una shock economico, creando grandi disequilibri per l'improvvisa cessazione della produzione, i licenziamenti di massa e il default sui finanziamenti. Alcuni studi sostengono che un'ampia platea di queste aziende ostacoli la crescita di un Paese. Benché l’attività delle aziende zombie conservi posti di lavoro, gli economisti sottolineano che l’effetto sistemico, impedendo la crescita delle aziende maggiormente produttive e redditizie, sia di inibire la creazione nuova occupazione.